# ワークショップ
ワークショップ (英: workshop) とは、参加体験型講座のこと。

## 概要
ワークショップは、学びや創造、問題解決やトレーニングの手法である。参加者が自発的に作業や発言をおこなえる環境が整った場において、ファシリテーターと呼ばれる司会進行役を中心に、参加者全員が体験するものとして運営される形態がポピュラーとなっている。会場は森や原っぱから、公共ホールや、スタジオ、美術館やカルチャースクール、ビルの1室、学校の教室を利用するなど様々。
語源である英語のこの語は、本来は作業場や工房を意味するが、現代においては参加者が経験や共同作業したり対話をしながら、スキルを伸ばす場の意味を持つようになっている。
具体的には、ものづくり講座、音楽ワークショップや演劇ワークショップのような身体表現における学習と作業参加の場や、各種体験セミナー、科学や技術教育、人権教育のような各種教育ワークショップのようなものがある。ヨガや瞑想教室、陶芸教室などの身体で体験する教室や機会にも、この呼称は使われる場合がある。
体験型講座としての「ワークショップ」は、20世紀初頭の米ハーバード大学においてジョージ・P・ベーカーが担当していた戯曲創作の授業 ("47 Workshop") に起源をもつ。

## まちづくりの手法として

### まちづくりワークショップの成立経緯
まちづくり分野においては、地域にかかわるさまざまな立場の人々が自ら参加して、地域社会の課題を解決するための改善計画を立てたり、進めていく共同作業とその総称。具体的には公園づくりや道づくり、公共施設の計画、団地やコーポラティブハウスなどの住まい計画、市町村の都心マスタープランの策定など多岐にわたる。住民参加型（参加のデザイン、住民参加、市民参加）の活動形態の一つ。
企業研修や住民参加型まちづくりにおける合意形成の手法として、住民が中心になって地域の課題を解決しようとする場合に、ワークショップの手法がよく用いられる。まちづくりにおいて、地域にかかわるさまざまな立場の人々が自ら参加して、地域社会の課題を解決するための改善計画を立てたり、進めていく共同作業とその総称として近年用いられていった。公園づくりや道づくり、公共施設の計画、団地やコーポラティブハウスなどの住まい計画、市町村の都市マスタープランの策定など多岐にわたる。住民参加型の活動形態の一つとして位置づけられる。
主に都市計画やまちづくりの分野でワークショップが取り入れられるようになったのは、1960年代に環境デザイナー、ランドスケープアーキテクトであるローレンス・ハルプリンが、夫人のダンスワークを参考に、テイクパート・プロセスとしてワークショップを用いたことがはじまりである。
日本においては、1979年に日本に紹介され、藤本信義、木下勇らのグループが取り入れたことで日本のまちづくりにおける技法として開発されるようになった。なお、ワークショップをまちづくりにおいて活用された事例は東京都世田谷区が取り入れたのが初見である。
同区におけるワークショップは住民主体の勉強会に起因している。1970年代後半に世田谷区の太子堂地区においてマンション紛争が起こり、世田谷区の主催で区民向けのまちづくり懇談会が開かれることとなった。懇談会では区民から紛争をめぐる世田谷区の施策を批判が相次いだが、懇談会設置後、1年を経て懇談会に参加した区民の中に「批判だけでは問題解決しない」「行政と対等に話し合うには住民側にもそれなりの専門知識が必要」であるという意識が広がり、1982年に懇談会メンバーの住民を中心としたまちづくり協議会設立準備会が創設され、住民主体のまちづくりの実現を目指した地域住民組織づくりに向けた活動が開始されるようになった。このまちづくり協議会準備会が行政との対話の推進を目指す中で行ったのが、「まち歩き」「まち点検」などの活動や勉強会の開催であり、その活動が次第にプログラム化されていく中で、まちづくりワークショップとして定着するようになった。
その具体例が地域の公園づくりを目的としたワークショップで、後にパークショップの造語を以って称されることとなった。次第に世田谷区太子堂地区ではまちづくりワークショップの対象範囲を拡げ、「老後の住み続けられるまちづくり」、「ゴミゼロ社会を目指すまちづくり」、「地域に開かれた消防署づくり」をテーマにワークショップが開かれ、実際に区民管理による公園づくりを実現させた他、東京消防庁の消防署建設に意見が反映されるなどの実績を挙げた。これが、全国においても住民参加の先駆けとして専門家などから注目されるようになった。まちづくりワークショップは、川喜田二郎の開発したKJ法の手法を取り入れることで、さらに住民の合意形成技術としての性格を強め、今日ではまちづくりにおける合意形成技法として注目されている。

### まちづくりゲーム
近年は、模型を用いたまちづくりデザインゲームというワークショップ手法が多用されるようになりつつある。まちづくりデザインゲームとは、ワークショップのような集会において、参加者が意見やアイデアを話し合い、実際に設計やデザインに参加する際、具体的な空間計画等を行う際に、空間イメージのシミュレーションをし、目標のイメージを関係者で共有するための手法で、新しい公園を計画する際などに用いられる。また将来の町の姿をシミュレートする「ライフデザインゲーム」や町の更新をシミュレートする「建替えデザインゲーム」などもある。

### 効用
ワークショップの効果として期待されているものとして、参加者同士の体験共有、意見表出（ブレインストーミング）、創造表現、意見集約その他のコミュニケーションを深めること等がある。地方自治の分野では市民間の合意形成のスタイルとしても注目されている。
公園づくりワークショップの事例
- 自治体の広報誌などで、ワークショップの参加者を募集する
- 参加者同士で自己紹介をし、相互のコミュニケーションを図る
- 現地（公園予定地）をみんなで見る
- 他の地域の公園を見学する
- どのような公園がよいか話合う
- 造園の専門家や自治体の担当者の意見を聞く
- 案をまとめ、図面、模型、CGなどを用いて発表する 等

まちづくりワークショップにおいては、過程が重要とされる。特に地域住民の声は多様であり多声的である。よって、住民が漠然と集まって話合いを重ねても、中々進展がないため、実際のまちづくりワークショップの現場ではコンサルタント業の人物がファシリテーターとして関わって課題を整理したり、助言が行われることが多い。しかし、コンサルタント業の人物がファシリテーターとして関わることには賛否がある。
まちづくりワークショップの性格は、「自由討議」「公開性」を原則とした議論の場であるが、参加者の総意が「住民の総意」とは限らない。このため、ワークショップの成果を広報誌などにまとめて参加者以外にも内容を知ってもらう、意見募集をする、などの工夫も必要になる。
防災まちづくりの事例では、カリキュラムにフィールドワークの一環として、災害図上訓練(DIG)を取り入れたワークショップが開かれることが多い。

## 関連書籍
- 中野民夫『ワークショップ──新しい学びと創造の場』（岩波書店、2001年）ISBN 4-00-430710-4
- 『｢ワークショップ｣になにができるか？』（芸団協出版部、2002年）ISBN 4-93-127657-1
- 『ワークショップ〜住民主体のまちづくりへの方法論』（学芸出版、2007年）ISBN 978-4-7615-2399-2
- 『ワークショップは技より心』（財団法人人権教育啓発推進センター、2000年）
- 『コンパシート【羅針盤】子どもを対象とする人権教育総合マニュアル』（財団法人人権教育啓発推進センター、2009年）